# 横川浩
横川 浩（よこかわ ひろし、1947年6月21日 - ）は、日本のスポーツ関連団体役員、日本陸上競技連盟第7代会長。
元ワールドアスレティックス理事（2015年 - 2023年）、元東京オリンピック・パラリンピック競技大会組織委員会理事。

## 来歴
- 東京都出身。
- 麻布高等学校卒業。1970年東京大学法学部を卒業。
- 通商産業省（現：経済産業省）入省、
- 青森県警察本部長（1991-1993年）
- 通商産業省近畿通産局長（1996-1998年）
- 同省生活産業局長（1999-2000年）などを歴任して退官[3]
- 大阪ガス顧問（2002年）、常務取締役（2003年 - ）を経て、2005年より副社長を務めた。
- 社団法人関西経済同友会常任幹事
- 大阪陸上競技協会会長を経て、2012年7月より大阪陸上競技協会名誉会長。
- 青森県の「元気あおもり応援隊」「青森県企業誘致顧問」
- 日本陸連副会長などを経て、2013年6月より日本陸連会長、2021年6月より日本陸連名誉会長[4][5]。
- 日本商事仲裁協会理事長（2011年-2015年）
- 電気自動車普及協会会長[6]（2014年 - ）
- 大林組社外監査役[7]
- 一般財団法人素形材センター会長（2015年 - 2020年）[8]
- 一般財団法人生涯学習開発財団理事長（2019年 -）[9]
- アジア陸上競技連盟副会長[10]（2019年 -2023年）

## 勲章
- 2023年 - ワールドアスレティックス　シルバー・オーダー・オブ・メリット(銀勲章)[11]